# Weitersweiler
Weitersweiler là một đô thị thuộc thuộc huyện Donnersberg, Đức. Đô thị Weitersweiler có diện tích km², dân số thời điểm ngày 31 tháng 12 năm 2006 là 505 người.